# بقع فوردايس
بقع فوردايس أو بقع فورديس (بالإنجليزية: Fordyce spots)‏ وتُسمى أيضًا حبيبات فوردايس (بالإنجليزية: Fordyce granules)‏، هي عبارة عن غدد دهنيّة ظاهرة موجودة عند معظم الأشخاص، تظهر في المناطق التناسليّة أوالوجه، أوتجويف الفمّ. ومن خصائصها أنّها صغيرة الحجم، غير مؤلمة بارزة وتكون هذه الحبوب إمّا رماديّة اللون أوحمراء أوبيضاء، وعرضها من 1- 3 مم، ومن الممكن أن تظهر على كيس الصفن، جسم القضيب أو أشفار العضو الأنثوي والسطح الداخلي (الغشاء المخاطي خلف الرّحى) وعلى حوافّ الشفاه على الوجه، وهي غير مرتبطة بأيّ مرضٍ أو داءٍ ولا أمراض معدية، بل إنّها تمثّل حدثًا طبيعيًا في الجسم، ولا تتطلب علاج إلّا في حالات تجميليّة، الأشخاص المصابون يستشيرون طبيب أمراض جلديّة في بعض الأحيان؛ لأنّهم يخافون أن تكون هذه إحدى الأمراض المنقولة جنسيًا (الثآليل التناسليّة) أو أن تكون سرطانًا.

## التصنيف
الغدد الدهنيّة من الملحقات الطبيعيّة التي تكون في الأدمة ( جزء من الجلد) ولكن يمكن وجودها في أماكن غير مألوفة داخل الفم، حيث تُسمّى حبيبات فوردايس الفمويّة أو الغدد الدهنيّة المنزاحة، وإمّا على القلفة (جلدة الذكر التي تُقطَع في الختان) فتُسمّى غدد تايسون، وينبغي عدم الخلط مع كثرة الشعر الأكليلي عند عنق الحشفة.
عند ظهورها على القضيب تُسمّى الغدد الدهنيّة القضيبيّة.
وعندما ترى على شكل خط من الغدد الفرديّة على طول السطح ما بين جلد الشفة والحدود القرمزي، تُسمّى مرض فوكس- فراديس ( الدُّخْنِيَّةُ المُفْتَرَزَة)أو حالة فوردايس.

## العلامات والأعراض
تكون الغدد واضحة على جسم القضيب عندما يكون الجلد ممتدّ أو مشدود، ولا يمكن ملاحظتها إلّا أثناء الانتصاب، ويمكن أن تظهر على جلد كيس الصفن.
تظهر حبيبات فراديس في الفم على شكل حبيبات مثل الأرز، ولونها إمّا أبيض أو أبيض مصفرّ، وهي غير مؤلمة، وحجمها حوالي 1-3 ملم، أمّا الموقع الأكثر شيوعًا فهوعلى طول الخطّ الفاصل بين الحدود القرمزي والغشاء المخاطي للفمّ من الشفة العليا، أو على مخاطيّة الشدق (داخل الخدين) في منطقة الصواري في معظم الأحيان على الجانبين. وقد يحدث أيضًا على لوحة خلف الرحى السفليّة والمناطق اللوزيّة، ويمكن أن توجد على أيّ سطح في الفم، ولا يحدث تغيير في الجدار المخاطي المحيط ويمكن أن تكون أعدادها بالمئات في بعض المرضى ويمكن أن تصل إلى واحدة أو اثنتين.
أحيانًا، تقوم مجموعة الخلايا المتجاورة بالاتحاد مع بعضها على شكل يشبه القرنبيط، وهي تشبه في ذلك فرط التنسّج الغدّي الدهني (sebaceous hyperplasia) الذي يصيب الجلد، وفي مثل هذه الحالة من الصعب تحديد ما إن كانت الحالة فرط تنسّج غدّي دهني أو ورم غدّي دهني (sebaceous adenoma)، قد يكون الاختلاف جدلي، لأنه هاتين الحالتين بحاجة لنفس العلاج، على الرغم من أنّ الورم ينمو بسرعة أكبر، سرطان الغدد الدهنية الذي يصيب الفم تم رصده، من المحتمل أن ينمو من حويصلات فوردايس أو الخلايا الدهنية التي أصابها فرط نمو.
بعض الأشخاص الذين يعانون من بقع فراديس، تفرز الغدد سائلًا كثيفًا، طباشيريّ اللون عند الضغط عليها.

## الأسباب
توجد الغدد الدهنيّة عادةً عند بصيلات الشعر، وتكون في الأغلب أكثر وضوحًا عند الأشخاص أصحاب البشرة الدهنيّة، أو مع بعض الاضطرابات الروماتيزميّة، سرطان القولون والمستقيم الوراثي مع غياب الأورام الحميدة والموقع الأكثر شيوعًا لبقع فراديس هي اللثة السفلى والغشاء المخاطي الدهليزي.

## التشخيص
التئام عدد كبير من الفصيصات لتكوّن كتلة مرتفعة يمكن أن تُسمّى تضخّم الغدد الحميدة، وفي بعض الأحيان يمكن ملاحظة خلايا كاذبة صغيرة مليئة بالكراتين، ويجب أن نميّز بينها وبين الكيسَةٌ البَشَرانِيَّة وكِيْسُ شَعْر مع الملحقات الدهنيّة. ويجب أن يكون أخصائي علم الأمراض حذرًا بالتفريق بين هذه الأمراض وبين الأورام اللعابيّة مع الخلايا الدهنيّة، مثل الأورام العقديّة الليمفيّة الدهنيّة والأورام الحميد الدهنيّة، ونظرائهم الخبيثة سرطان الغدّة الليمفيّة الدهنيّة وسرطان الغدد الدهنيّة.
عادةً حبيبات فراديس في طريق الفمّ لا تحتاج لفحص؛ لأنّها تشخّص سريريًا بسهولة، ولكن غالبًا ما يُنظر إليها على أنّها نتائج عرضيّة من خزعات في مخاطيّة الشدق، والشفة والغشاء المخاطي خلف الرحى، الحبيبات تشبه الغدد الدهنيّة الطبيعيّة من الجلد ولكنّها تفتقر لبصيلات الشعر وللتواصل القنوي مع السطح، تقع الغدد فوق النسيج وغالبًا ما تنتج ارتفاعًا محليًّا للنسيج. الخلايا الدهنيّة الفرديّة كبيرة، مع نوى وسطيّة داكنة وتحتوي على كميّات كبيرة من السيتوبلازم الرغويّ. وقد تحتوي السدى المحيطة أحيانًا على خلايا ملتهبة مزمنة بسبب الصدمة مع الأسنان المجاورة.

## تطوّر المرض
بقع فراديس حميدة تمامًا ولا تتطلّب أي علاج، غالبًا ما يعتبر وجودهم تنوّع جسمانيّ طبيعيّ بدلًا من حالة طبيّة حقيقيّة.

## العلاج
وقد أظهر العلاج بالليزر البخاري(Vaporising laser treatments) مثل ليزر ثاني أكسيد الكربون أو التجفيف الكهربائي بعض النجاح في التقليل من ظهور هذه الحبيبات إذا كان الهدف التجميل، على الرغم من أنّ معظم الأطباء تعتبر هذه ظاهرة فسيولوجيّة طبيعيّة وتنصح بعدم العلاج.
النجاح يختلف من مريض لآخر، ولكنّ البعض وجد الراحة في الليزر الصابغ النبضي، الليزر المستخدم عادةً لعلاج تضخّم الغدّة الدهنيّة التي تشبه بقع فراديس، والعلاج بأشعة الليزر الصابغ النبضي مكلفة، ولكنّه قد يكون أقلّ عرضةً للتعرّض للندبة من الأساليب الأخرى.
حبيبات فراديس في الفمّ لا تتطلّب العلاج، باستثناء إزالة المستحضرات التجميل من الجروح الشفويّة إذا كان الفرد يرغب ذلك، الغدد الملتهبة يمكن علاجها موضعيًا مع الكليندامايسين، وعندما تستأصل جراحيًا فإنّها لن تتكرر، والتحول لورم نادر جدًا ولكن تمّ الإبلاغ عنها.

## علم الأوبئة
يُرى هذا التنوّع الجسمانيّ الطبيعيّ في معظم البالغين، وتشير التقديرات إلى أنّ حوالي 80% من الناس لديهم بقع فراديس في طريق الفم ولكن نادرًا ما توجد هذه الحبيبات بأعداد كبيرة، وفي العادة لا يمكن رؤيتها عند الأطفال وتميل للظهور عند سنّ الثالثة، ثمّ تزداد خلال فترة البلوغ وتصبح أكثر وضوحًا في مرحلة البلوغ وهي أكثر بروزًا في الذكور وذُكِر في الكشف عن السرطان أنّها تمثّل ما يقارب من 1% من البالغين.

## التاريخ
وقد سميّت بهذا الاسم نسبة إلى الأمريكي المختصّ بأمراض الجلد جون أديسون فراديس.